# Maksym Marusyč
Maksym V"jačeslavovyč Marusyč (in ucraino  Максим В′ячеславович Марусич?; traslitterazione anglosassone: Maksym Viacheslavovych Marusych; Poltava, 17 luglio 1993) è un calciatore ucraino, centrocampista del SK Poltava.

## Carriera

### Club
Ha giocato nella prima divisione dei campionati ucraino, lituano, lettone e kazako.

### Nazionale
Ha giocato nelle nazionali giovanili ucraine Under-16 ed Under-21.

## Statistiche
Statistiche aggiornate al 12 novembre 2023.

### Presenze e reti nei club
| Stagione        | Squadra         | Campionato      | Campionato | Campionato | Coppe nazionali | Coppe nazionali | Coppe nazionali | Coppe continentali | Coppe continentali | Coppe continentali | Altre coppe | Altre coppe | Altre coppe | Totale | Totale | Totale |
| Stagione        | Squadra         | Comp            | Pres       | Reti       | Comp            | Pres            | Reti            | Comp               | Pres               | Reti               | Comp        | Pres        | Reti        | Pres   | Reti   |        |
| --------------- | --------------- | --------------- | ---------- | ---------- | --------------- | --------------- | --------------- | ------------------ | ------------------ | ------------------ | ----------- | ----------- | ----------- | ------ | ------ | ------ |
| 2015-2016       | Desna Černihiv  | PL              | 3          | 0          | CU              | 0               | 0               |                    | -                  | -                  |             | -           | -           | 3      | 0      |        |
| Totale carriera | Totale carriera | Totale carriera | 3          | 0          |                 | 0               | 0               |                    | 0                  | 0                  |             | -           | -           | 3      | 0      |        |